# هریس جی
هریس جانگ (به انگلیسی: Harris Jung؛ زادهٔ ۲ مه ۱۹۹۷) معروف به هریس جی (انگلیسی: Harris J) خواننده و ترانه‌سرای اهل انگلستان است. وی در سال ۲۰۱۵ با انتشار آلبوم سلام توسط ناشر اواکنینگ به شهرت رسید.